# خالد بن عرفطة
خالد بن عرفطة العذري هو خالد بن عرفطة بن أبرهة بن سنان العذري، ويقال: الليثي، الصحابي من بني ليث بن بكر بن عبد مناة بن كنانة، ويقال: الجهني، ثم من عذرة، ومن هذا قال: هو خالد بن عرفطة بن صعير، وهو ابن أخي ثعلبة بن صعير، عذري من بني حزاز بن كاهل بن عذرة، حليف لبني زهرة، ومنهم من قال: هو خالد بن عرفطة بن أبرهة بن سنان بن صيفي بن الهائلة بن عبد الله بن غيلان بن أسلم بن حزاز بن كاهل بن ذعرة، فهو عذري وحزازي أيضاً. هذا كلام أبي عمر، وفيه سهو نذكره آخر الترجمة.
وأما ابن منده وأبو نعيم فلم ينسباه، قال أبو نعيم: خالد بن عرفطة العذري، وعذرة من قضاعة. وقال ابن منده: خالد بن عرفطة الخزاعي، حليف بني زهرة. وهذا غلط أيضاً.
كان القائد في معركة القادسية تحت إمرة سعد بن أبي وقاص.
واستطاع أسر مدن فالشاباد، وويه أنتوك كسرى (الرومية) وفيه-اردشير وضمها للخلافة الراشدة.
واستخلفه سعد بن أبي وقاص على الكوفة، ونزلها، وهو معدود في أهلها، ولما دخل معاوية الكوفة سنة إحدى وأربعين خرج عليه عبد الله بن أبي الحوساء بالنخيلة، فبعث إليه معاوية خالد بن عرفطة العذري، حلبف بني زهرة، في جمع من أهل الكوفة، فقتل ابن أبي الحوساء، ويقال: ابن أبي الحمساء، في جمادى الأولى.
روى عنه أبو عثمان النهدي، وعبد الله بن يسار، ومولاه مسلم.
أخبرنا أبو الفضل بن أبي الحسن الفقيه بإسناده عن أبي يعلى الموصلي، حدثنا ابن نمير، أخبرنا محمد بن بشر، أخبرنا زكرياء بن أبي زائدة، أخبرنا خالد بن سلمة: أن مسلماً مولى خالد بن عرفطة حدثه، عن خالد بن عرفطة: أنه قال: سمعت رسول الله صلى الله عليه وسلم يقول: «من كذب علي متعمداً فليتبوأ مقعده من النار».
وروى عفان عن حماد بن سلمة، عن علي بن زيد، عن أبي عثمان النهدي، عن خالد بن عرفطة: أن النبي صلى الله عليه وسلم قال له: «يا خالد، إنها ستكون أحداث وفرقة واختلاف، فإذا كان ذلك، فإن استطعت أن تكون المقتول لا القاتل فافعل». توفي بالكوفة سنة ستين، وقيل: سنة إحدى وستين، في العام الذي قتل فيه الحسين بن علي رضوان الله عليه.
أخرجه الثلاثة.